# Santa María las Arenas
Santa María las Arenas är en ort i Mexiko, tillhörande kommunen Acambay de Ruíz Castañeda i den västra delen av delstaten Mexiko, i den centrala delen av landet. Orten hade 233 invånare vid folkräkningen 2010.